# Сан-Джорджо-Маджоре (остров)
Сан-Джо́рджо-Маджо́ре (итал. San Giorgio Maggiore; вен. San Zorzi Mazor) — один из самых известных островов Венецианской лагуны, на севере Италии. Площадь — 0,099 км².

## История

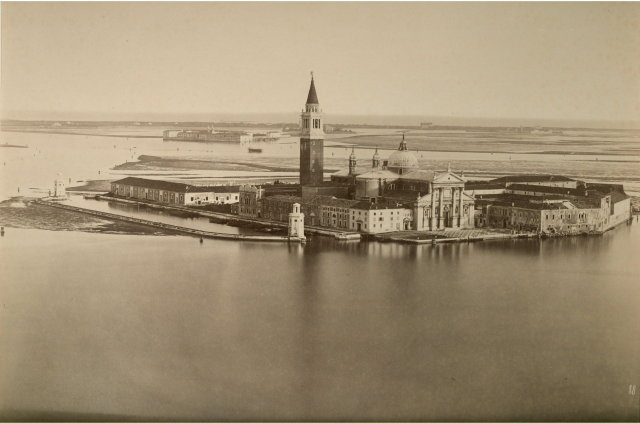
Остров и базилика Сан-Джорджо-Маджоре. 1566—1591. Архитектор Андреа Палладио

Остров освоен ещё во времена Римской империи. Его поверхность была покрыта садами и виноградниками, а также кипарисами, за что остров называли кипарисовым. В VIII—XIX веках здесь была небольшая деревянная церковь, посвященная Святому Георгию (Сан-Джорджо). Остров получил название «Маджоре» (Главный), чтобы отличать его от острова Сан-Джорджо-ин-Альга. Он был подарен в 982 году дожем Трибуно Меммо бенедиктинскому монаху Джованни Морозини, который решил освоить территорию, прилегающую к церкви, для строительства монастыря Сан-Джорджо-Маджоре и стал первым настоятелем монастыря.
Монастырь несколько раз подвергался разрушению (в 1223 году от землетрясения), а впоследствии несколько раз восстанавливался. Долгое время остров принадлежал богатой венецианской семье Меммо. В 1565—1610 годах архитектором Андреа Палладио возведена монастырская церковь Сан-Джорджо Маджоре. Алтарь церкви выполнен итальянским скульптором Джироламо Кампаньей. Между 1641 и 1680 годами здания монастыря перестраивал известный венецианский архитектор Бальдассаре Лонгена.
Захватив Венецию в начале XIX века, Наполеон закрыл монастырь, построил на острове склад для артиллерии и причал с двумя небольшими башнями. Монастырь и собор постепенно деградировали до середины XX века.
Здания монастыря и окружающая территория были отреставрированы в 1950-е годы. В наше время базилика и её колокольня во многом определяют характерный силуэт этой части города.

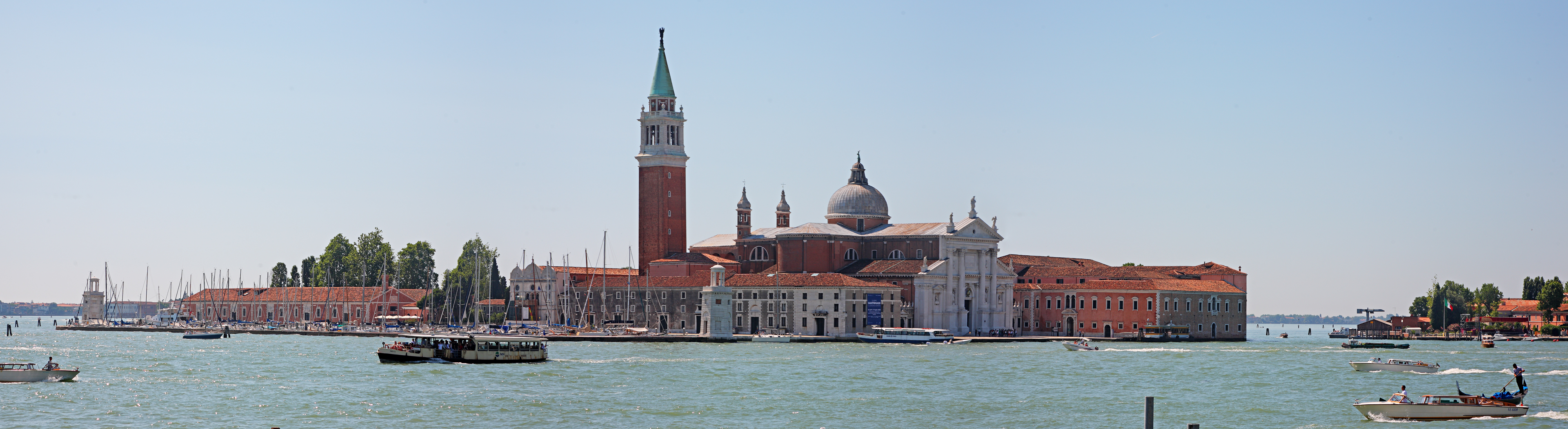
Панорама острова